# 國際青少年參與中心
國際青少年參與中心，是一個由中華民國行政院青年輔導委員會輔導建立的組織，自2005年7月開始籌備，預計在2008年6月完成此組織成立計畫。主要協會參與者為台灣展翅協會（原台灣終止童妓協會）。
國際青少年參與中心希望喚起青少年對公共事務、國際參與等議題的關心。並組織了台灣青少年參與團體「Youth Act Together, Taiwan」（YATT），透過網站架設與青少年收容中心的參訪，來運作整個組織。

## Youth Act Together, Taiwan
自2006年開始，台灣展翅協會協助參與「少年人權夏令營」的青少年，成立青少年參與團體「YATT（Young Act Together in Taiwan）」。YATT每月固定聚會討論各項青少年們關注的兒童人權議題，並陸續於全國各地舉辦「青少年人權教育故事團」、「兒童人權影片欣賞會」，透過說故事及影片欣賞的方式，將兒少人權與反兒少性剝削的觀念傳遞給更多的青少年與兒童。成員有大學生及高中生，來自台灣各地。

### 大事記
- 2006年

1. YATT成立
2. 參與東亞太少年人權夏令營

- 2007年

1. 舉辦人權故事志工培訓營及辦理兒少人權故事巡迴活動
2. YATT擔任「青少年參與傑出獎」決選評審及得主座談會主持人
3. 協助台灣展翅協會（原終止童妓協會）辦理「性別與人權」少年人權夏令營
4. YATT第一屆「青少新觀點、環島影展行」環島影展（台北YH場、台北人本三重場、台中YH府城場、台南YH場及花蓮巴黎客YH場）

- 2008年

1. 協助台灣展翅協會（原終止童妓協會）辦理「多元文化與人權」少年人權夏令營
2. YATT 第二屆「青少新觀點、環島影展行」校園影片欣賞會（清華大學場及東華大學場）

- 2009年

1. 協助台灣展翅協會（原終止童妓協會）辦理「健康與人權」少年人權夏令營
2. YATT 第三屆「青少新觀點、環島影展行」校園影片欣賞會

- 2010年

1. 協助台灣展翅協會（原終止童妓協會）辦理「環境與人權」少年人權夏令營
2. 國際組織參訪與交流（泰國曼谷、清萊）

- 2011年

1. 參與「守護童心·手護未來」終止兒少性販運聯署請願活動
2. 協助台灣展翅協會（原終止童妓協會）辦理「網路與人權」少年人權夏令營
3. YATT 第四屆「青少新觀點、環島影展行」校園影片欣賞會（台灣戲曲學院及東華大學場）
4. 青年參與反兒少商業性剝削運動之圓桌會議（台、日青少年交流）

- 2012年

1. 協助台灣展翅協會（原終止童妓協會）辦理「媒體與人權」少年人權夏令營
2. 廣播劇、思想沙龍、校園影展計畫籌備中

## 相關頁面
- 台灣展翅協會

## 外部連結
- YATT粉絲專頁
- 全球青少年參與網
- 台灣展翅協會 （页面存档备份，存于）
- ECPAT International （页面存档备份，存于）